# Motor de gasolina

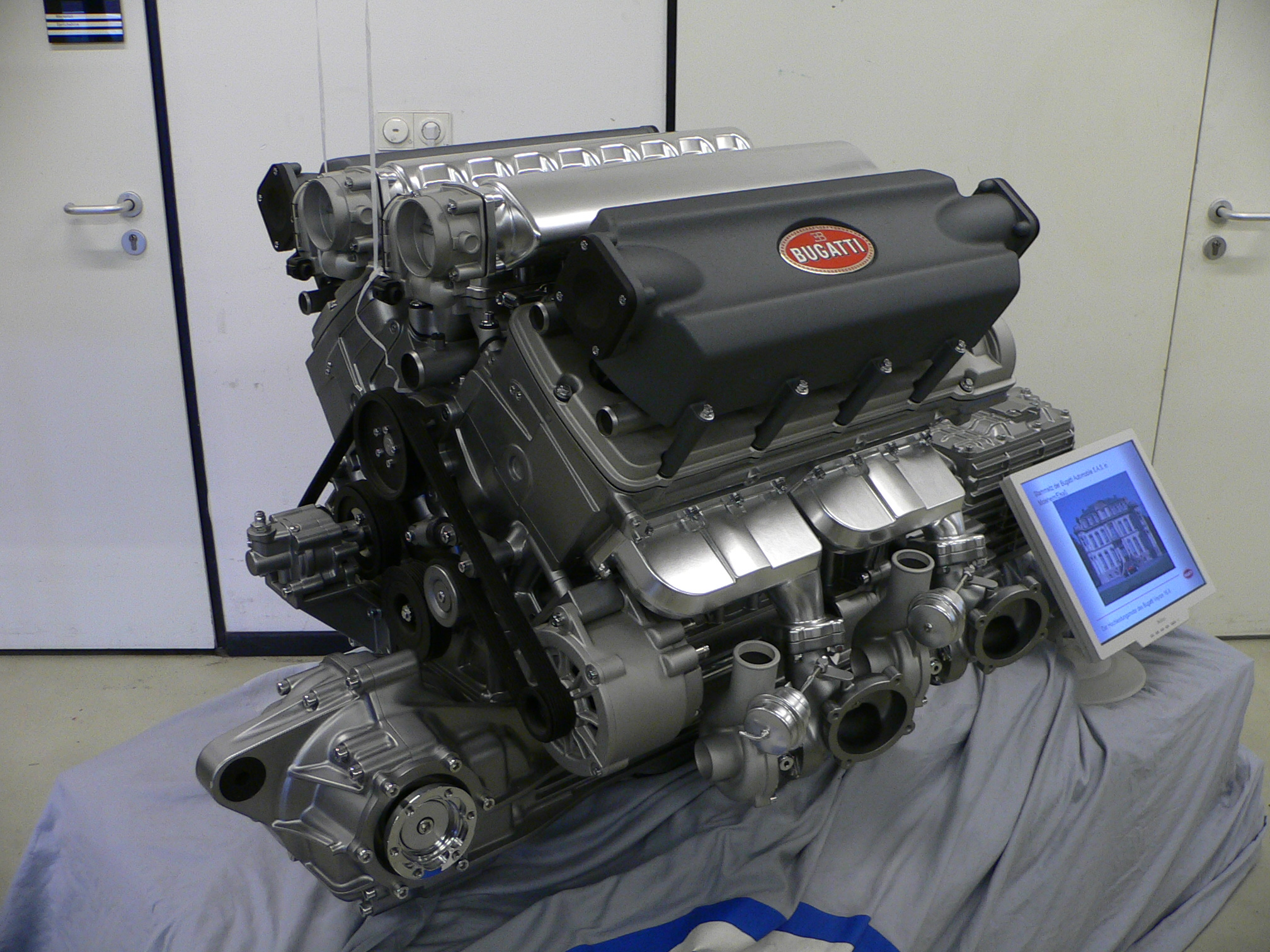
W16 motor de gasolina del Bugatti Veyron

Un motor de gasolina o motor de benzina és un motor de combustió interna amb ignició per espurna dissenyat per funcionar amb benzina (gasolina) i combustibles volàtils similars.
En la majoria de motors de gasolina, el combustible i l'aire són normalment pre-mesclades abans de la compressió (tot i que alguns motors de gasolina moderns la injecció és directa al cilindre. El pre-barrejant era anteriorment fet en un carburador, però ara és fet per injecció de combustible, excepte en motors petits on la complicació o el cost de l'electrònica no justifica l'eficàcia afegida al rendiment del motor. El procés difereix d'un motor de dièsel en el mètode de barrejar el combustible i aire, i dins utilitzant endolls d'espurna per iniciar el procés de combustió. En un motor de dièsel, l'aire únic és comprimit (i per tant escalfat), i el combustible és injectat dins l'aire molt calent al final del cop de compressió, i self-incendia.

## Història
El primer motor de gasolina pràctic va ser construït el 1876 a Alemanya per Nikolaus August Otto, tot i que hi hi havia hagut intents anteriors per Étienne Lenoir, Siegfried Marcus, Julius Hock i George Brayton. El primer motor de gasolina (un cilindre, 121.6 cm3 de cubicatge) fou dissenyat el 1882 a Itàlia per Enrico Bernardi. L'enginyer britànic Edward Butler va construir el primer motor de combustió interna amb gasolina. Butler va inventar la bugia, la magneto, bobina ignition i el carburetor, i era el primer per utilitzar la paraula petrol per a la gasolina.

## Relació de compressió
Motors de gasolina correguts a velocitats de rotació més alta que dièsels, parcialment a causa del seu més lleuger pistons, connectant varetes i cigonyal (una eficàcia de disseny feta possible per proporcions de compressió més baixa) i a causa de la gasolina que crema més de pressa que dièsel.
Perquè pistons dins motors de gasolina tendeixen per tenir molts cops més curts que pistons dins motors de dièsel, típicament agafa menys temps per un piston en un motor de gasolina per completar el seu cop que un piston en un motor de dièsel. Tanmateix les proporcions de compressió més baixes de motors de gasolina donen motors de gasolina eficàcia més baixa que motors de dièsel.

## Disseny

### Cicles
Motors de gasolina poden córrer en el cicle de quatre cops o el cicle de dos cops. Pels detalls de cicles laborables veuen:
- Motor de quatre temps
- Motor de dos temps
- Motor Wankel

### Funcionament del motor d'encesa per espurna de quatre temps
El combustible s'injecta polvoritzat i mesclat amb el gas (habitualment aire o oxigen) dins d'un cilindre. La combustió total de 1 gram de gasolina es realitzaria teòricament amb 14,8 grams d'aire però com es impossible realitzar una mescla perfectament homogènia de ambdós elements se sol introduir un 10% més d'aire del necessari (relació en pes 1/16). Un cop dins del cilindre la mescla és comprimida. En arribar al punt de màxima compressió (punt mort superior o P.M.S.) es fa saltar una guspira, produïda per una bugia, que genera l'explosió del combustible. Els gasos tancats en el cilindre s'expandeixen empenyent un pistó que llisca dins del cilindre (expansió teòricament adiabàtica dels gasos). L'energia alliberada en aquesta explosió és transformada en moviment lineal del pistó, al qual, a través de una biela i el cigonyal, és convertida en moviment giratori. La inèrcia d'aquest moviment giratori fa que el motor no es pari i que el pistó torni a empènyer el gas, expulsant-lo per la vàlvula corresponent, ara oberta. Per acabar el pistó retrocedeix de nou permetent l'entrada d'una nova mescla combustible.

## Aplicacions

### Actuals
Motors de gasolina tenen moltes aplicacions, incloent:
- Automobiles
- Motocicletes
- Aeronau
- Motorboats
- Motors petits, com gespa mowers, chainsaws i motor portàtil-generadors

### Històriques
Abans de l'ús de motors de dièsel esdevenia estès, motors de gasolina van ser utilitzats en autobusos, camions (camions) i unes quantes locomotores de ferrocarril. Exemples:
- Bedford Autobús d'OB
- Bedford M Camió de sèrie
- GE gas de 57 tones-elèctric boxcab locomotora